# I promessi sposi
I promessi sposi, italiensk musikal skriven av Tato Russo, baserad på Alessandro Manzonis roman De trolovade. Den uruppfördes i Neapel 2000.